# Alina Czeczi
Alina Ramona Czeczi (n. 15 octombrie 1989, în Zalău este o handbalistă din România care evoluează la echipa CSM Galați pe postul de extremă stânga. Anterior, ea a jucat mai mulți ani la cluburile HC Zalău și HC Dunărea Brăila.

## Carieră
Alina Czeczi a început să practice handbalul încă din clasa a II-a, la Școala Generală Nr. 7 din Zalău, sub îndrumarea lui Teodor Cheța, profesorul său de educație fizică. Ea a fost remarcată apoi de antrenorul Nicolae Medrea și preluată de acesta în clasa lui de junioare III de la Clubul Sportiv Școlar Zalău. Czeczi a avansat pas cu pas la junioare II, având-o ca profesoară pe Elena Tadici, apoi la junioare I, fiind pregătită de antrenorul Dan Pavel.
În 2006, ea a trecut la echipa de senioare a Zalăului, HC Zalău. Cu aceasta, sub îndrumarea antrenorului Gheorghe Tadici, Czeczi a reușit cea mai bună performanță a sa de până acum, accederea în finala Cupei EHF, în sezonul competițional 2011-2012. Echipa zălăuană a fost învinsă de Lada Togliatti cu scorul general de 51-44. În sezonul următor Czeczi a jucat din nou în Cupa EHF, HC Zalău fiind oprită în semifinale de franțuzoaicele de la Metz Handball.
În aprilie 2013, după mai multe sezoane petrecute la HC Zalău, Alina Czeczi a semnat un contract pe trei ani cu echipa HC Dunărea Brăila. Ca urmare a acestui fapt, ea a fost exclusă din echipa zălăuană și etichetată de antrenorul Tadici ca „trădătoare” și „om vândut la adversar”. Jucătoarea a declarat într-un interviu că nu se aștepta să fie exclusă din lot.
La începutul sezonul competițional 2016-2017 s-a transferat la CS Măgura Cisnădie, dar după unsprezece etape, în decembrie 2016, s-a întors la Dunărea Brăila. În 2021 Alina Czeczi s-a transferat la SCM Gloria Buzău iar în 2023 la CS Dacia Mioveni 2012. Din ianuarie 2024, ea evoluează pentru CSM Galați.
În 2019, Alina Czeczi a făcut parte din echipa națională care a disputat competiția amicală Trofeul Carpați ediția a 51-a, desfășurat în Sala Polivalentă „Danubius” din Brăila, între 31 mai și 2 iunie.

## Palmares
- Cupa Cupelor:
  - Turul 3: 2014

- Liga Europeană:
  - Sfertfinalistă: 2021
  - Turul 3: 2022, 2023

- Cupa EHF
  -  Finalistă: 2012
  - Semifinalistă: 2013
  - Optimi: 2015
  - Turul 3: 2007, 2011

- Liga Națională
  -  Medalie de argint: 2017
  -  Medalie de bronz: 2012, 2014

- Cupa României:
  -  Câștigătoare: 2021
  - Semifinalistă: 2014

- Supercupa României:
  -  Câștigătoare: 2021
  -  Finalistă: 2011

## Premii individuale
- Cea mai bună marcatoare din Liga Națională: 2018-2019 (179 de goluri)

## Statistică goluri
Conform Federației Române de Handbal și Federației Europene de Handbal:
| Sezon                                  | Echipă       | Goluri |
| -------------------------------------- | ------------ | ------ |
|                                        |              |        |
| 2010-11                                |              |        |
| HC Zalău                               | 143          |        |
|                                        |              |        |
| 2011-12                                |              |        |
| HC Zalău                               |              |        |
|                                        |              |        |
| 2012-13                                |              |        |
| HC Zalău                               | 38           |        |
|                                        |              |        |
| 2013-14                                |              |        |
| HC Dunărea Brăila                      | 39           |        |
|                                        |              |        |
| 2014-15                                |              |        |
| HC Dunărea Brăila                      | 60           |        |
|                                        |              |        |
| 2015-16                                |              |        |
| HC Dunărea Brăila                      | 72           |        |
|                                        |              |        |
| 2016-17                                |              |        |
| CS Măgura Cisnădie / HC Dunărea Brăila | 20 / 40 (60) |        |
|                                        |              |        |
| 2017-18                                |              |        |
| HC Dunărea Brăila                      | 141          |        |
|                                        |              |        |
| 2018-19                                |              |        |
| HC Dunărea Brăila                      | 179          |        |
|                                        |              |        |
| 2019-20                                |              |        |
| HC Dunărea Brăila                      | 65           |        |
|                                        |              |        |
| 2020-21                                |              |        |
| HC Dunărea Brăila                      | 92           |        |
|                                        |              |        |
| 2021-22                                |              |        |
| SCM Gloria Buzău                       | 111          |        |

| Sezon             | Echipă | Goluri |
| ----------------- | ------ | ------ |
|                   |        |        |
| 2012-13           |        |        |
| HC Zalău          |        |        |
|                   |        |        |
| 2013-14           |        |        |
| HC Dunărea Brăila |        |        |
|                   |        |        |
| 2014-15           |        |        |
| HC Dunărea Brăila | 4      |        |
|                   |        |        |
| 2015-16           |        |        |
| HC Dunărea Brăila | 13     |        |
|                   |        |        |
| 2016-17           |        |        |
| HC Dunărea Brăila | 6      |        |
|                   |        |        |
| 2017-18           |        |        |
| HC Dunărea Brăila | 30     |        |
|                   |        |        |
| 2018-19           |        |        |
| HC Dunărea Brăila | 5      |        |
|                   |        |        |
| 2019-20           |        |        |
| HC Dunărea Brăila | 7      |        |
|                   |        |        |
| 2020-21           |        |        |
| SCM Gloria Buzău  | 21     |        |
|                   |        |        |
| 2021-22           |        |        |
| SCM Gloria Buzău  | 7      |        |

| Sezon    | Echipă | Goluri |
| -------- | ------ | ------ |
|          |        |        |
| 2010-11  |        |        |
| HC Zalău | 1      |        |

| Sezon             | Echipă | Goluri |
| ----------------- | ------ | ------ |
|                   |        |        |
| 2020-21           |        |        |
| HC Dunărea Brăila | 25     |        |
|                   |        |        |
| 2021-22           |        |        |
| SCM Gloria Buzău  | 5      |        |

| Sezon             | Echipă | Goluri |
| ----------------- | ------ | ------ |
|                   |        |        |
| 2006-07           |        |        |
| HC Zalău          | 5      |        |
|                   |        |        |
| 2010-11           |        |        |
| HC Zalău          | 19     |        |
|                   |        |        |
| 2011-12           |        |        |
| HC Zalău          | 12     |        |
|                   |        |        |
| 2012-13           |        |        |
| HC Zalău          | 12     |        |
|                   |        |        |
| 2014-15           |        |        |
| HC Dunărea Brăila | 17     |        |
|                   |        |        |
| 2017-18           |        |        |
| HC Dunărea Brăila | 8      |        |